# Megasema
Megasema is een geslacht van vlinders uit de familie van de uilen (Noctuidae) en de onderfamilie Noctuinae.

## Soorten
- M. adducta Herz, 1902
- M. ashworthii Doubleday, 1855
- M. bolteri Smith, 1898
- M. caelebs Staudinger, 1895
- M. cnigrum Linnaeus, 1758
- M. colorado Smith, 1891
- M. crassipuncta Wileman & South, 1920
- M. deraiota Hampson, 1902
- M. descripta Bremer, 1864
- M. ditrapezium Schiffermüller, 1775
- M. dolosa Franclemont, 1980
- M. inuitica Lafontaine & Hensel, 1998
- M. isolata Holloway, 1976
- M. kollari Lederer, 1853
- M. latinigra Prout, 1928
- M. maculata Smith, 1893
- M. nisseni Rothschild, 1912

- M. ottonis Alphéraky, 1895
- M. propitia Püngeler, 1906
- M. scropulana Morrison, 1874
- M. staudingeri Möschler, 1862
- M. stupenda Butler, 1878
- M. subgrisea Staudinger, 1897
- M. sublima Kozhanchikov, 1925
- M. triangulum Hüfnagel, 1776
- M. wockei Möschler, 1862